# Helicospirina
Helicospirina es un género de foraminífero bentónico considerado como nomen nudum e invalidado, aunque considerado perteneciente a la subfamilia Valvulininae, de la familia Valvulinidae, de la superfamilia Eggerelloidea, del suborden Textulariina y del orden Textulariida. Su especie tipo es Valvulina plicata. Su rango cronoestratigráfico abarca el Carbonífero.

## Discusión
Clasificaciones previas incluían Helicospirina en la superfamilia Textularioidea.

## Clasificación
Helicospirina incluía a la siguiente especie:
- Helicospirina plicata